# Gungvalamast
De Gungvalamast (Zweeds: Gungvalamasten) is een 335 meter hoge zendmast in de buurt van de Zweedse stad Karlshamn.
Het object, dat wordt gebruikt voor FM- en televisie-uitzendingen, behoort met de identieke Fårhultsmast, de Jupukkamast en de Storbergsmast tot de vier hoogste bouwwerken in Zweden.